# اولگا ایلینا
اولگا ایلینا (به انگلیسی: Olga Ilina) ژیمناست زادهٔ ۳ ژانویهٔ ۱۹۹۵ میلادی اهل کشور روسیه است.